# Pinus krempfii
Espèce
Statut de conservation UICN

 VU A2c; B1ab(iii) : Vulnérable
Pinus krempfii est une espèce de plantes de la famille des Pinaceae.
Il s'agit d'un pin atteignant de 35 à 55 mètres de haut. Il est caractérisé par des feuilles très différentes des autres pins: elles sont plates plutôt qu'en forme d'aiguille.
Cette différence est telle que Pinus krempfii a parfois été classé dans un sous-genre à part. Cependant, exception faite de la forme des feuilles, il présente toutes les caractéristiques des Pins et en particulier des Pins du sous-genre Strobus.
On le trouve uniquement au Viêt Nam, où il est plutôt rare.